# Кастнер, Ойген Фридрих

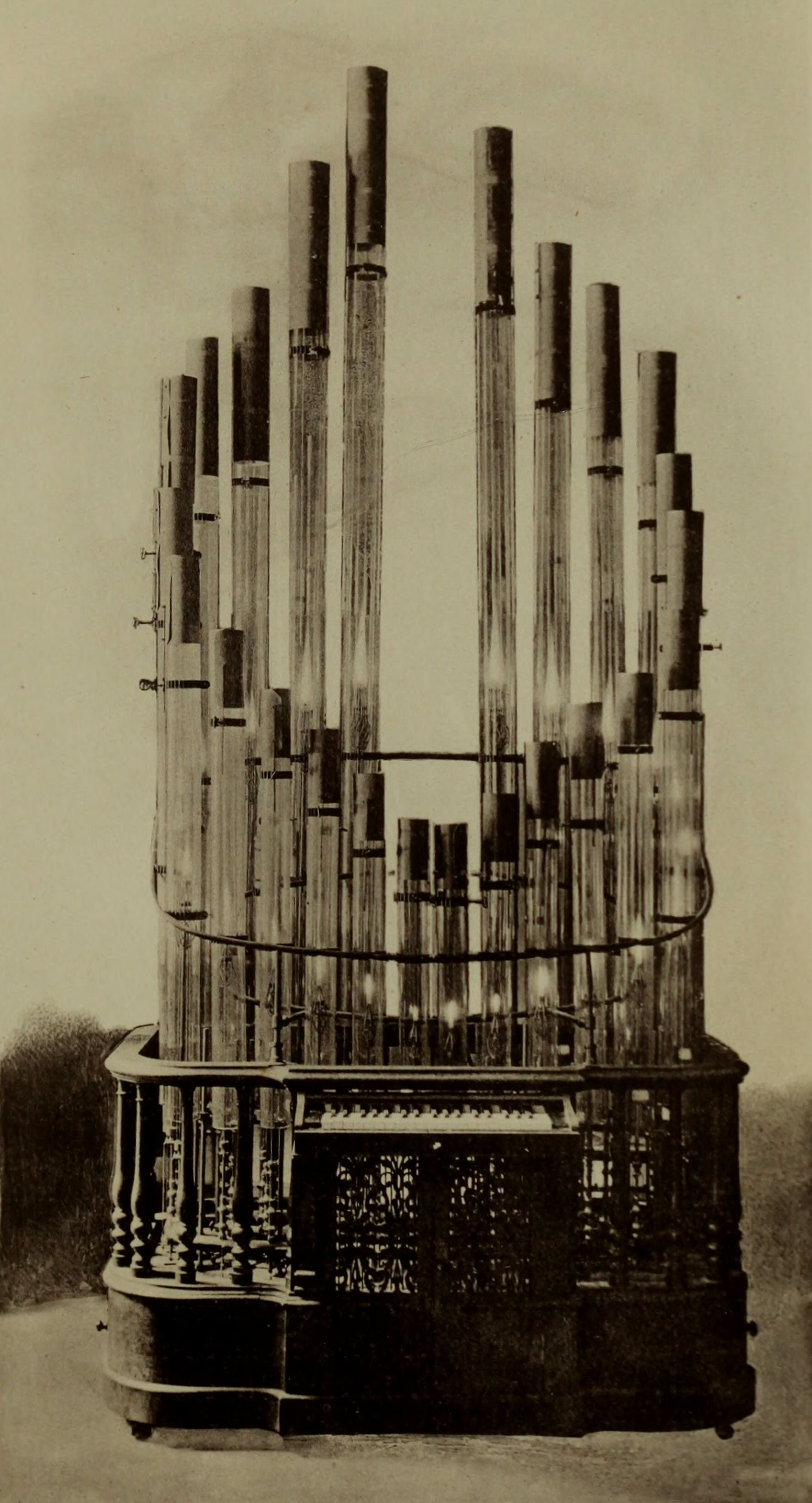
Пирофон Кастнера

Георг Фридрих Ойген Кастнер (нем. Georg Friedrich Eugen Kastner, также Жорж Фредерик Эжен Кастнер, фр. Georges Frédéric Eugène Kastner; 10 августа 1852, Страсбург — 6 апреля 1882, Бонн) — французско-немецкий физик и изобретатель. Сын Жана Жоржа Кастнера.
По сообщению Энциклопедии Брокгауза и Ефрона,

уже в самой ранней юности Кастнер писал статьи по математике и физике и семнадцати лет получил патент на новый способ применения электричества как движущей силы. Из его работ известны «теория колебаний» и исследование так называемого «поющего пламени». Такое пламя происходит при горении светильного газа в стеклянных трубках известной длины.

Обнаружив этот эффект, Кастнер в 1872 году запатентовал, вместе с музыковедом Альбером Лавиньяком, идею пирофона — своеобразного стеклянного орга́на со звукоизвлечением посредством газового пламени. В первоначальной конструкции ряд стеклянных трубок разной длины был подсоединён к клавиатуре, управляющей доступом пламени в каждую трубку. В дальнейшем Кастнер усовершенствовал пирофон: в новой модели в каждой трубке постоянно горели два огонька, а с клавиатуры изменялось их отношение друг к другу по высоте. О своём инструменте Кастнер опубликовал брошюру «Поющие огни» (фр. Les flammes chantantes; 1875), вызвавшую определённый резонанс. Среди первых исполнителей на пирофоне был основатель Красного креста Анри Дюнан, близкий друг овдовевшей матери изобретателя Леони Кастнер (1820—1888).